# Saint-Bauzile (Ardèche)
 Saint-Bauzile  es una población y comuna francesa, ubicada en la región de Ródano-Alpes, departamento de Ardèche, en el distrito de Privas y cantón de Chomérac. En este lugar se estrelló el avión donde murió Kathleen Kennedy, la hermana de John F. Kennedy.

## Demografía
| 98 | 135 | 105 | 124 | 153 | 183 |
| Para los censos de 1962 a 1999 la población legal corresponde a la población sin duplicidades (Fuente: INSEE [Consultar]) |     |     |     |     |     |